# Giuseppina Turrisi Colonna
Giuseppina Turrisi Colonna (Palermo, 2 aprile 1822 – Palermo, 17 febbraio 1848) è stata una poetessa e traduttrice italiana.

## Biografia
Seconda figlia (dopo Anna, apprezzata pittrice, principessa di Fitalia) di Mauro, barone di Buonvincino, e Rosalia Colonna Romano. La coppia ebbe anche tre figli maschi: Nicolò, Giuseppe e Antonio.
Di indole schiva e solitaria, trascorse l'infanzia e l'adolescenza dedicandosi allo studio e ricevendo un'istruzione ampia e accurata dalla madre, donna colta ed energica, Ancora bambina, componeva piccole farse e commedie da recitare in famiglia con i fratelli.
Riceve la prima educazione nell'istituto francese delle sorelle Revillon di Palermo, una scuola riservata alle ragazze dell'alta società, dove si impartiva l'insegnamento della lingua italiana e francese, dell'aritmetica, del disegno, della musica e del canto. Ebbe anche istitutori domestici, in particolare l'abate Giuseppe Borghi, con il quale mantenne anche in seguito un rapporto di amicizia e al quale scrisse un fitto carteggio che si arresta al 1846.
Nel 1837, in seguito all'epidemia di colera, visse per un periodo con la famiglia a San Mauro, durante il quale si dedicò alla traduzione di Ovidio (Metamorfosi, IX).

La famiglia ebbe rapporti con Enrichetta Ranieri, sorella di Antonio, attraverso la quale Giuseppina ebbe notizie su l'ammirato Leopardi, i cui temi e tormenti esistenziali interessarono molto la giovane. 
Nel 1838 Borghi lasciò la Sicilia e l'educazione della ragazza passò a Francesco Paolo Perez, una figura di insegnante singolare, che aveva aperto una scuola basata sul modello socratico: confronto diretto maestro-allievo e ristretto numero di alunni. Nelle lezioni si leggevano e commentavano i classici (Dante, soprattutto), ma si diffondevano anche ideali di patria e libertà, in polemica però con il Romanticismo. Tra gli anni Trenta e Quaranta, la fama della poetessa crebbe notevolmente e la stampa periodica, molto vivace in Sicilia, dedicò grande attenzione alla sua produzione poetica. I biografi assegnano a questi anni (senza però il supporto di cenni nell'opera o lettere) la nascita dell'amore di Giuseppina e il principe palermitano e grecista Giuseppe de Spuches, suo futuro marito, con il quale sarebbero state intraprese pratiche di matrimonio, poi interrotte per questioni patrimoniali. 
Nel 1846, Giuseppina poté finalmente realizzare un desiderato soggiorno a Firenze (passando per Napoli), insieme alla madre e al fratello Giuseppe, ufficialmente alla ricerca di un clima più salubre per la sua salute cagionevole (era sofferente di un aneurisma al cuore ed era di corporatura molto gracile). Scrisse resoconti del suo viaggio alla sorella (le lettere furono pubblicate per la prima volta nel 1875). A Firenze studiò la lingua toscana e conobbe Guerrazzi, Niccolini -falsa pare la notizia di un amore con quest'ultimo-, a Giusti consegnò alcune poetiche). Nel luglio di quell'anno pubblicò per Le Monnier un volumetto di liriche che ebbe un buon successo in tutta Italia e fu commentato dai letterati più celebri. Per desiderio del fratello maggiore, che alla morte del padre si era assunto l'incarico di guidare la famiglia, la Turrisi Colonna tornò in Sicilia ad agosto del 1846. 
Il 29 aprile 1847 sposò Giuseppe de Spuches, diventando principessa dei Galati. Allo scoppio della rivoluzione del gennaio 1848, la famiglia si rifugiò nella villa paterna di Castelbuono, ma i principi Galati, che aspettavano il primo figlio, malata al fegato, portava a termine una travagliata gravidanza dando alla luce una bambina,  Maria Rosalia (Palermo 9 febbraio 1848) che moriva però poche ore dopo la nascita (Palermo 12 febbraio 1848).

Cinque giorni dopo, il 17 febbraio 1848, moriva colta da aneurisma. Venne sepolta nei sepolcri delle Capuccinelle a Palermo. Il marito, ne pianse la perdita in cinque elegie latine (Carmina latina e græca), le fece ergere un monumento nel Pantheon di San Domenico, opera dello scultore Valerio Villareale.

## Pubblicazioni
- Liriche, coi Tipi di F. Le Monnier, Firenze 1846 (online)
- Giuseppina Turrisi-Colonna de Spuches, Poesie, Palermo, Ruffino, 1854. URL consultato il 9 gennaio 2016.